# Ali Sabah
Ali Sabah Adday Al-Qaysi (sinh ngày 1 tháng 1 năm 1977) là trọng tài bóng đá người Iraq, được FIFA công nhận.
Sabah làm trọng tài FIFA từ năm 2002, từng bắt vòng loại FIFA World Cup 2018 tại vòng sơ loại giữa Palestine và Các Tiểu vương quốc Ả Rập Thống nhất.

## AFC Asian Cup
| AFC Asian Cup 2019 | AFC Asian Cup 2019    | AFC Asian Cup 2019             | AFC Asian Cup 2019 |
| Ngày               | Trận đấu              | SVĐ                            | Vòng               |
| ------------------ | --------------------- | ------------------------------ | ------------------ |
| 12 tháng 1, 2019   | Liban 0–2 Ả Rập Xê Út | Sân vận động Al Maktoum, Dubai | Vòng bảng          |